# Strategické bombardování

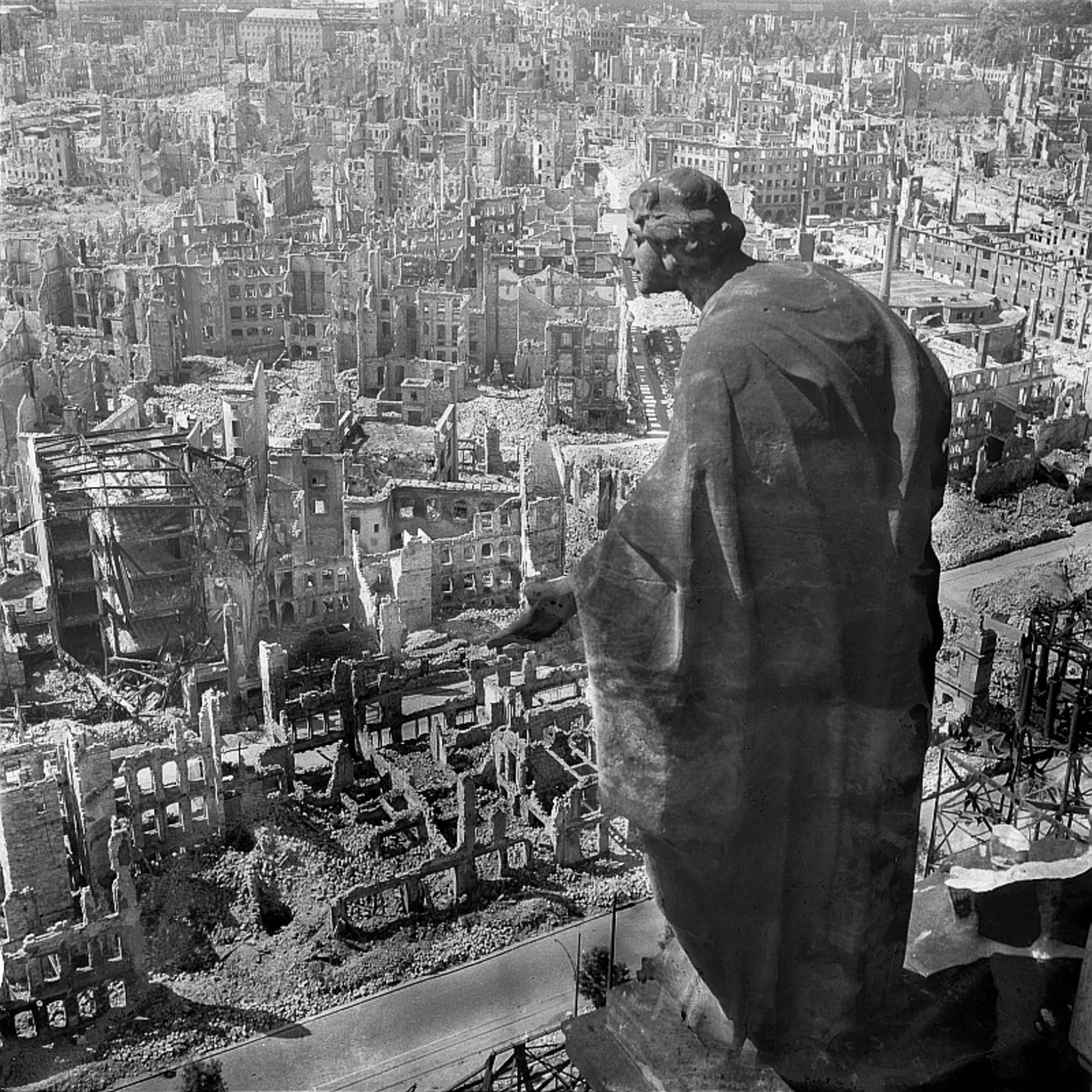
Drážďany po strategickém bombardování Spojenci

Strategické bombardování je vzdušný útok proti vojenským i civilním cílům hluboko v týlu nepřítele. Jeho účelem je narušení či úplná likvidace nepřátelského průmyslu a komunikací a také podlamování morálky obyvatelstva. Může být prováděno letadly (strategický bombardér) nebo raketami. Je součástí vedení totální války.
Strategické bombardování bylo v malé míře prováděno už za první světové války, ale teoreticky jej rozpracoval až těsně po ní Giulio Douhet. Po něm se otázce věnovala řada dalších teoretiků a široce se uplatnilo až ve druhé světové válce.
Strategické bombardování zůstalo součástí vojenských strategií dodnes.